# شهرستان وبانسی (کانزاس)
شهرستان وبانسی، کانزاس (به انگلیسی: Wabaunsee County, Kansas) یک سکونتگاه مسکونی در ایالات متحده آمریکا است که در کانزاس واقع شده‌است.